# 狀元餅
狀元餅，歷史上有不少狀元，不同產製地餅店所稱的狀元餅其外型、內餡、起源差異頗大。

## 江南狀元餅

### 典故

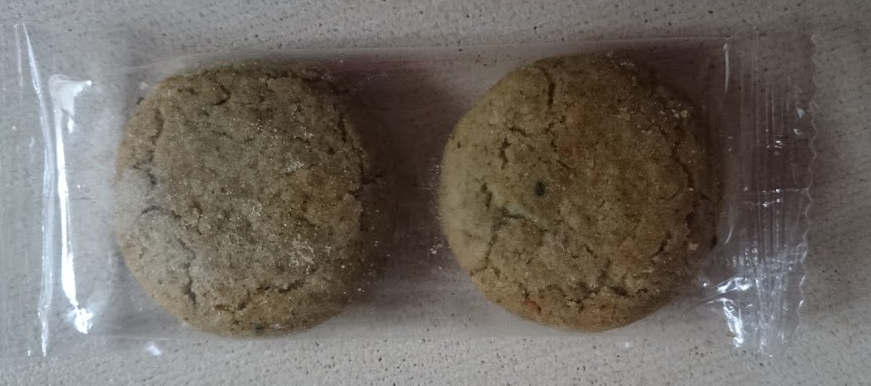
狀元餅

是一種江南特產，口感爽脆。源自於元朝盛行於明朝之後流傳至今。元朝至正年間（1341年－1370年），杭州府安吉的小鄉村裡出了個遠遠閒名的書生楊輗，楊輗天資聰慧，深得鄉鄰喜歡，但是楊家並不富裕，沒錢買書，不辭辛勞的去鄣呉「靜室書院」請教當時的名家呉松老師。

楊家到鄣呉之間有爿不知名的小茶肆，專為過往客商提供些茶點，小店有一招牌，便是自製餅，經常供不應求。老闆膝下無子，對勒奮好學的楊輗很是喜愛。每當楊輗求學時從店前路過，總會喚其入店，給他餅充飢。老闆知道楊輗家境不好，從來分文不收。總有客商好奇，老闆必答，説他將來一定會金榜題名，所以情願把餅給他吃。後來，楊輗進京趕考，老闆還借他一大筆路費。

楊輗趕到京城，殿試下來，果然金榜題名，獨佔鰲頭，中了狀元。茶肆老闆得知這個消息，高興萬分。楊輗奉旨衣錦還鄉，一到茶肆就下馬叩謝老闆的關懷之恩。

狀元郎這一拜，硬是把茶肆的餅給拜火了。遠近百姓都稱這餅為「狀元餅」,相繼效仿製作。老闆也不含糊，亦是把自己做餅的工藝傳給了鄉鄰。這手藝一傳就藝到了現在，杭州府的「狀元餅」早就名聲在外，但凡來此遊玩的人，都要嚐一嚐這流傳千年的味道！

### 成分
精麵粉、精煉植物油、白砂糖、苔菜、食用鹽 

## 台灣狀元餅

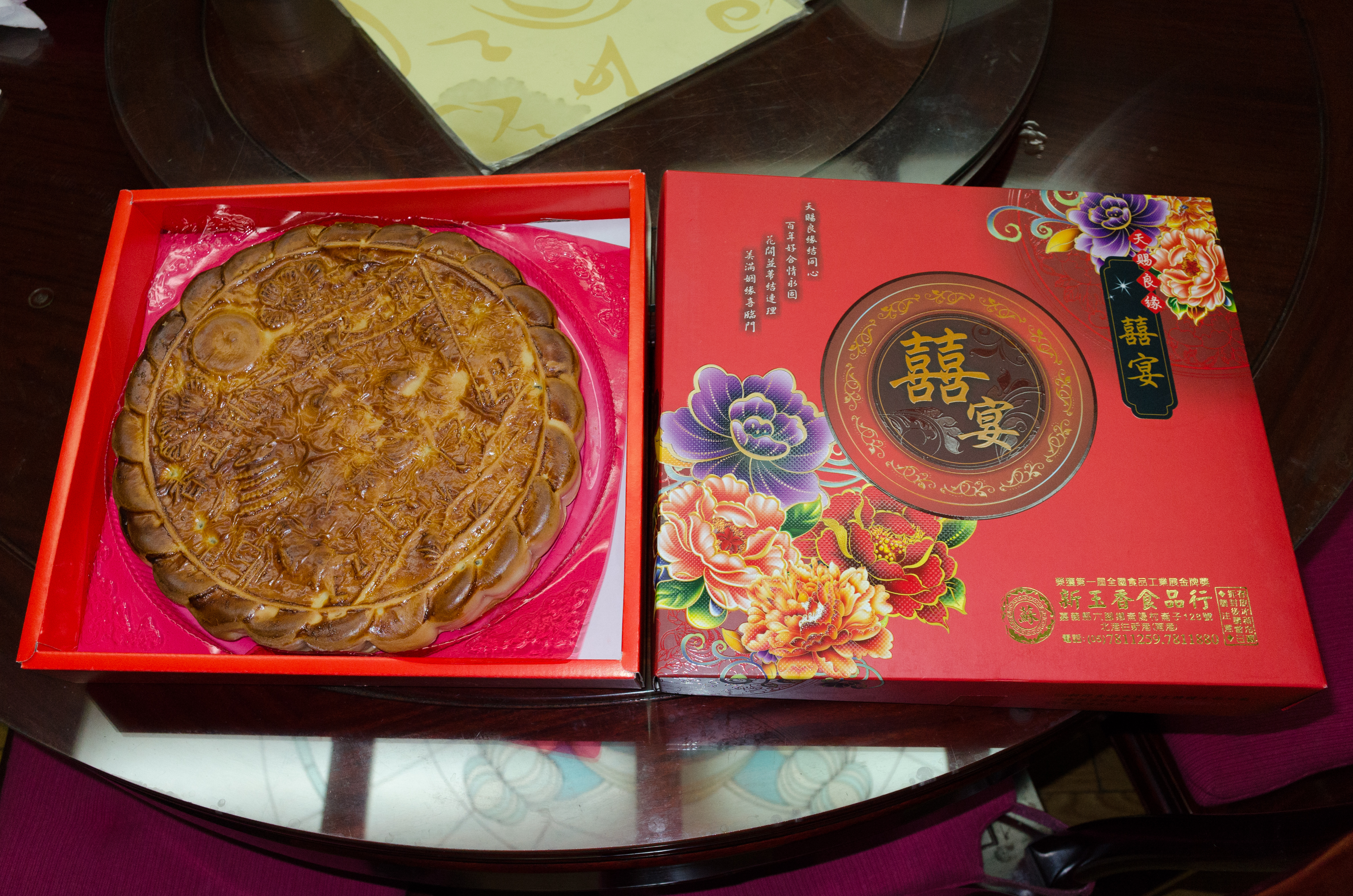
喜餅賀詞「狀元及第」

台灣漢式喜餅的一種，祝福嫁狀元尪，生狀元子，也是月餅的一種。